# Abatwa
Abatwa (ma anche Abathwa o Batwa) è una radice linguistica derivata comune alle lingue bantu dell'Africa subsahariana. È spesso ed erroneamente tradotta come "spirito". È utilizzata per identificare i popoli Twa.
L'uso contemporaneo più comune appartiene alla popolazione di lingua zulu del Sudafrica dove ha assunto il significato di nano o Boscimano, con riferimento agli antichi abitanti cacciatori-raccoglitori della regione.
Nella regione dei Monti dei Draghi e nei pressi del lago Chrissie, in Sudafrica, ci sono ancora popolazioni che vengono definite Abatwa.